# Lauterbach (Aresing)
Lauterbach  war eine Gemeinde im oberbayerischen Landkreis Neuburg-Schrobenhausen, die 1972 zur Gemeinde Aresing  eingemeindet wurde. Gemeindesitz war Oberlauterbach.

## Geschichte
Im Zuge der Verwaltungsreformen in Bayern entstand mit dem Gemeindeedikt von 1818 die Gemeinde Lauterbach, die aus den Orten Hengthal, Niederdorf und dem Pfarrdorf Oberlauterbach bestand und eine Gemeindefläche von etwa 421 Hektar hatte. Die Einwohnerzahl der Gemeinde schwankte zwischen 246 im Jahr 1867 und 396 im Jahr 1947. Am 1. Juli 1972 wurde die Gemeinde Lauterbach im Zuge der Gemeindegebietsreform in Bayern nach Aresing eingemeindet.